# Caso Carli Filho
O Caso Carli Filho, também conhecido como Tragédia do Mossunguê, ocorreu em 07 de maio de 2009, quando o Volkswagen Passat, conduzido pelo então Deputado Estadual Luiz Fernando Carli Filho (PSB/PR) colidiu contra um Honda Fit com dois ocupantes, vitimando ambos após o impacto.
O acidente teve grande repercussão no Paraná, devido ao caso ter sido solucionado apenas doze anos após ocorrer. Foi responsável pelo movimento "190km/h é crime!", que foi criado por Christiane Yared e Gilmar Yared, pais de uma das vítimas. Ocasionou na renúncia de Luiz Fernando ao mandato de Deputado em 29 de maio de 2009.

## Acidente

### Circunstâncias
Por volta das 21:35 do dia 06 de maio de 2009, o então Deputado Estadual pelo PSB, Fernando Carli Filho, que já estava de saída após ter tido um jantar com sua família no Edvino Wine Bar (um restaurante requintado no bairro do Batel, em Curitiba), encontrou com seu amigo e cardiologista, o médico Eduardo Missel Silva e sua namorada, Daniela Daretti. Carli decidiu por retornar e permanecer no restaurante. Às 21:41, realizaram o check-in, e pediram três garrafas de vinho. Eduardo e Fernando consumiram a maior quantidade, tendo Daniela, tomado apenas uma taça. Por volta das 00h, a conta, no valor de R$ 700, foi entregue. Carli então se levantou da mesa, já fora de si, por volta das 00:45, carregando consigo, duas taças de vinho. Se dirigiu até o estacionamento, tendo tropeçado na porta do restaurante. Foi interrompido por dois seguranças, que pediram as taças de volta. Eduardo solicitou que o carro dele fosse guardado, pois não estava em condições para dirigir.
Foi firmado um combinado, entre Daniela, Eduardo e Fernando, de que ela dirigiria, por ter ingerido apenas uma taça de vinho. Ambos entraram no veículo, mas Carli no entanto, disse que iria dirigindo. Ao sair do carro, caiu sobre seu próprio corpo. Um dos seguranças tentou impedi-lo, mas, foi empurrado por ele. Naquele momento, Luiz Fernando pegou as chaves de seu Passat e saiu de maneira breve.
Cerca de 2km do restaurante, Gilmar Rafael Souza Yared, 26, e Carlos Murilo de Almeida, 20, estavam saindo do Park Shopping Barigui, em um Honda Fit Prata, por volta do mesmo horário. Estavam trafegando próximo ao segundo cruzamento da Rua Paulo Gorski, quando Gilmar, que estava conduzindo, reduziu a velocidade para entrar na Rua Monsenhor Ivo Zanlorenzi. Após fazer a conversão à esquerda, o Passat, conduzido por Carli Filho, trafegando a uma velocidade de aproximadamente 191km/h, colidiu contra a parte superior do Honda Fit, e logo em seguida, capotou violentamente por vezes consecutivas. Ambos morreram na hora. Carli sobreviveu ao acidente, mas, permaneceu em estado grave e passou por várias intervenções cirúrgicas.
Entre 2003 e 2009, Carli Filho havia sido multado 30 vezes e acumulado 130 pontos no prontuário de sua carteira de habilitação. Do total de penalidades, 23 eram por excesso de velocidade. Na época do acidente, ele estava com a licença para dirigir suspensa.

### Investigações
A perícia chegou no local, junto com os serviços de emergência, dentro de 30 minutos. Segundo consta nos autos, várias partes dos corpos de Gilmar e Carlos estavam espalhadas pela pista. Devido ao impacto, Gilmar teve sua cabeça decapitada e arremessada pela pista, sendo encontrada cerca de 30 metros de distância e Carlos teve sua coluna quebrada em duas partes. Já Carli, ficou gravemente ferido, mas estava consciente após a colisão. Os paramédicos sentiram um forte odor de álcool exalando de Carli quando foram o socorrer. Foi conduzido pelo SIATE ao Hospital Universitário Evangélico, e após uma cirurgia, foi conduzido de avião ao Hospital Israelita Albert Einstein, em São Paulo.
Os exames toxicológicos, feitos em 18 de maio de 2009, constataram uma concentração alcoólica de 7,8 decigramas por litro de sangue. Contudo, essa prova foi invalidada durante o processo, mediante a alegação de que a amostra foi colhida enquanto Fernando estava em coma, violando princípios legais. Entretanto, imagens e notas fiscais do restaurante onde Carli estava, corroboraram o fato de estar embriagado no momento do acidente.

### Indiciamento e condenação
Em 18 de janeiro de 2011, o TJ-PR decidiu que Luiz Fernando seria julgado pelo Tribunal do Júri. O primeiro julgamento foi marcado para 26 de março de 2013, na 2ª Vara do Júri de Curitiba, mas foi adiado, devido a um Recurso Especial e a um Habeas Corpus, protocolados tanto pela defesa, como pela acusação.
Ao longo dos nove anos que sucederam o acidente, a defesa de Carli Filho protocolou 33 recursos na Justiça, que adiaram o julgamento.
Foi indiciado por homicídio, e levado à Júri Popular. Nos dias 27 e 28 de fevereiro de 2018, ocorreu o julgamento, perante o Tribunal do Júri de Curitiba. Durante o processo, foram ouvidas seis testemunhas: um funcionário do restaurante onde o ex-deputado estava antes do acidente; o segurança do estacionamento; o médico que atendeu o réu na UTI do Hospital Evangélico; dois condutores que trafegavam na via em que ocorreu o desastre; e um perito particular, que havia sido contratado pela defesa de Carli Filho. O conselho de sentença determinou que Carli Filho assumiu o risco de matar (dolo eventual) quando dirigiu veículo automotor sob efeito de bebida alcoólica e em alta velocidade.
Carli, falou por apenas 17 minutos durante o julgamento, pedindo desculpas e dizendo que nunca teve a intenção de matar ninguém:
| “ | Jamais tive intenção de matar alguém. Eu tenho certeza de que eles saíram de casa sem a intenção de morrer, mas eu também não saí com a intenção de matar ninguém. | ” |

Às 17h11m, a sentença foi proferida, e Carli foi condenado a nove anos e quatro meses de prisão, por duplo homicídio com dolo eventual, pela morte de Gilmar Yared e Carlos Almeida, na noite do acidente. O juiz Daniel Surdi de Avelar, no estabelecimento da pena, frisou que o réu conduzia o automóvel em “velocidade compatível com pista de corrida”.
A defesa recorreu, e o réu só foi preso em 2019. Em fevereiro de 2019, teve sua penas reduzida, cumprindo apenas três dias de reclusão, logo em seguida, tendo a prisão em regime fechado convertida para regime aberto com uso de tornozeleira eletrônica.

## Repercussão

### Renúncia ao mandato
Em 29 de maio de 2009, ainda no Hospital Albert Einstein, expediu um oficio para a Assembleia Legislativa do Paraná, que foi registrado no 26º Tabelionato de Notas, com o seguinte teor:
| “ | "Senhor Deputado Nelson Justus, digníssimo presidente da Assembleia Legislativa do Paraná e Colenda Assembleia Legislativa, renuncio perante Vossa Excelência ao mandato que o povo paranaense me outorgou nas eleições de 2006 e nas quais tive a honrosa escolha de ser o parlamentar mais jovem da atual legislatura. O destino que me proporcionou essa honra e essa alegria, reservo-me a trágica surpresa de me envolver, sem minha vontade direta ou indireta, no acidente que causou a morte de pessoas, jovens como eu. Ao mesmo tempo em que deploro a fatalidade dessas perdas humanas, transmito a todos os seus familiares e amigos meu sentimento de solidariedade espiritual. Aguardo o meu processo e julgamento sem prerrogativas funcionais ou privilégios de qualquer ordem para receber, como cidadão comum, a sentença que as circunstâncias do fato e a sensibilidade da Justiça determinarem. Aos meus pares da Assembleia Legislativa devo poupar-lhes a dolorosa missão de julgar um acusado que ainda não foi ouvido mas que está sofrendo, em sua grande intensidade, uma condenação antecipada como resposta e punição para a tragédia a que fui arrastado. Aos meus eleitores e a todos os demais cidadãos paranaenses pretendo, mesmo sem o mandato para representá-los, atender compromissos sociais e humanos que possam ser viabilizadas com o meu esforço pessoal. Finalmente, aos meus pais e demais pessoas queridas ao convívio familiar, devo dizer-lhes que jamais passou pela minha mente a ideia de praticar qualquer violência e muito menos de causar o infortúnio que estão sofrendo a meu lado. Desejo, na medida de minhas forças, ações e esperanças, continuar a merecer o carinho e a confiança que nunca me faltaram". | ” |

### Criação do IPTRAN
Em 2009, a família de Gilmar, criou um movimento, denominado "190km/h é crime!", que foi divulgado na missa de sétimo dia do jovem. Foi uma das principais fontes ativas na cobrança as autoridades, para que Carli não ficasse impune, visto que nada foi feito por nove anos.
Mediante a impunidade e a dor do luto causados pelo acidente, a família de Gilmar Yared também, fundou a ONG IPTRAN - Instituto Paz no Trânsito, com o objetivo de conscientizar acerca de uma direção segura, com projetos sociais e núcleos de atendimento à vítimas de casos semelhantes. O instituto conta projetos em andamento, como Táxi Seguro, Reflexão, Curta a Vida, Motorista Cegonha e Multiplicadores em Ação.
Em 16 de junho de 2014, o  plenário da Câmara Municipal de Curitiba aprovou, o projeto de lei da vereadora Carla Pimentel (PSC) que declarou de utilidade pública o Instituto Paz no Trânsito (IPTRAN).